# Junkers Ju 46
Junkers Ju 46 – niemiecki wodnosamolot, służący do przewozu poczty pomiędzy Niemcami a USA. Samolot mógł startować z pokładów statków dzięki katapultom. Był w użyciu aż do 1941 roku, gdy rozbił się ostatni z pięciu wyprodukowanych egzemplarzy. Korzystała z nich Lufthansa we współpracy z przedsiębiorstwem żeglugowym Norddeutscher Lloyd. Katapultowano je ze statków SS Europa oraz SS Bremen.

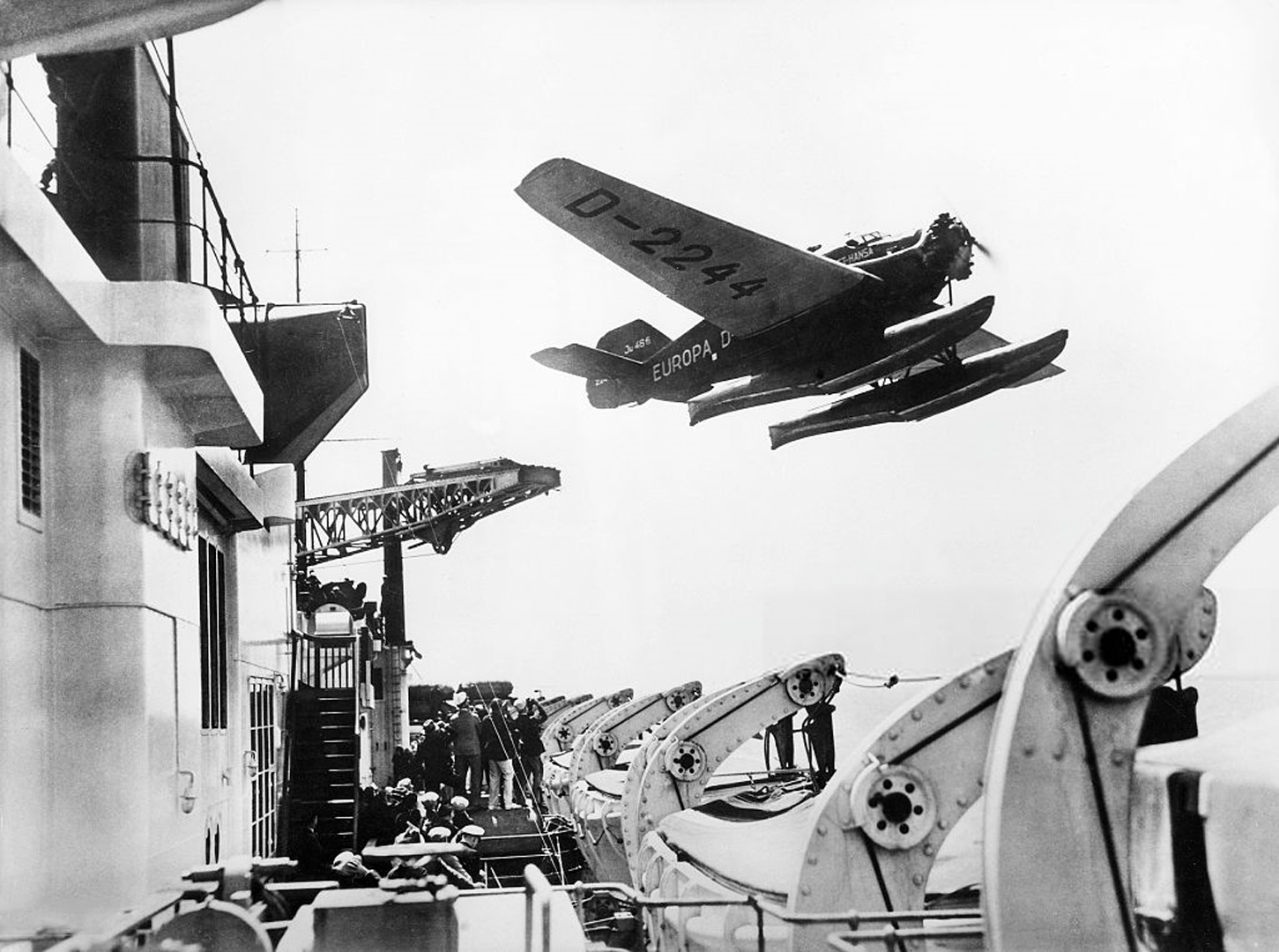
Start samolotu Junkers Ju 46 (D-2244) z katapulty SS Europa (1932)

We współpracy Luft Hansa i Norddeutscher Lloyd narodził się pomysł wysyłania poczty z wyprzedzeniem za pomocą samolotu, który startowałby z poruszającego się statku pasażerskiego. Na szybkich parowcach Bremen i Europa, między kominami zainstalowano szynę startową. Z tej szyny samolot był katapultowany w powietrze, a silnik był uruchamiany jeszcze na saniach, które były przyspieszane sprężonym powietrzem do 110 km/h na 20-metrowej szynie. Wystrzelony w ten sposób samolot przybywał do Nowego Jorku około 45 godzin przed statkiem. Aby poprawić widoczność w przypadku awaryjnego wodowania, samoloty pomalowano na jaskrawoczerwono a start ich był szczególnym wydarzeniem dla pasażerów. Operacja była ograniczona ze względu na pogodę tylko do miesięcy letnich, od kwietnia.

## Historia
Ze względu na brak niezawodnych samolotów transportowych dla lotów transatlantyckich, postanowiono połączyć dostawę morską i lotniczą - na początkowym etapie parowiec miał transportować samolot, który na końcowym etapie podróży, po starcie z katapulty, osiągał wyznaczony cel 45 godzin przed przybyciem parowca do portu. W 1932 roku Lufthansa zleciła Junkers Flugzeug- und Motorenwerke zbudowanie bardziej zaawansowanego samolotu pocztowego. Projektanci wzięli za podstawę sprawdzony i niezawodny Ju W-34, zmodyfikowany do startu z katapulty. W rezultacie wiosną tego roku zbudowano dwumiejscowy, całkowicie metalowy, wolnonośny dolnopłat z zamkniętą kabiną.
Kadłub samolotu miał prostokątny przekrój poprzeczny o kratownicowej konstrukcji z profili duraluminiowych. Poszycie z falistego duraluminium. W przedniej części znajdował się przedział silnikowy, następnie zamknięta dwumiejscowa kabina pilota, dalej przedział ładunkowy. Skrzydło jest wspornikowe o grubym profilu, składało się z części środkowej i dwóch konsol, na których znajdowały się lotki. Część środkowa stanowiła pojedynczą całość z kadłubem, konsole były do niej przymocowane za pomocą śrub. Konstrukcja skrzydła to kratownica ze spawanych rur, bez dźwigara. Poszycie wykonano z cienkiego falistego duraluminium. Zbiorniki paliwa umieszczono w części środkowej. Podwozie to metalowe pływaki, które były przymocowane do kadłuba na kratownicy, w wersji kołowej - dwupodporowe z płozą ogonową. Sterowanie - podwójne liny.